# Hierochloe occidentalis
Hierochloe occidentalis är en gräsart som beskrevs av Samuel Botsford Buckley. Hierochloe occidentalis ingår i släktet Hierochloe och familjen gräs. Inga underarter finns listade i Catalogue of Life.

## Bildgalleri

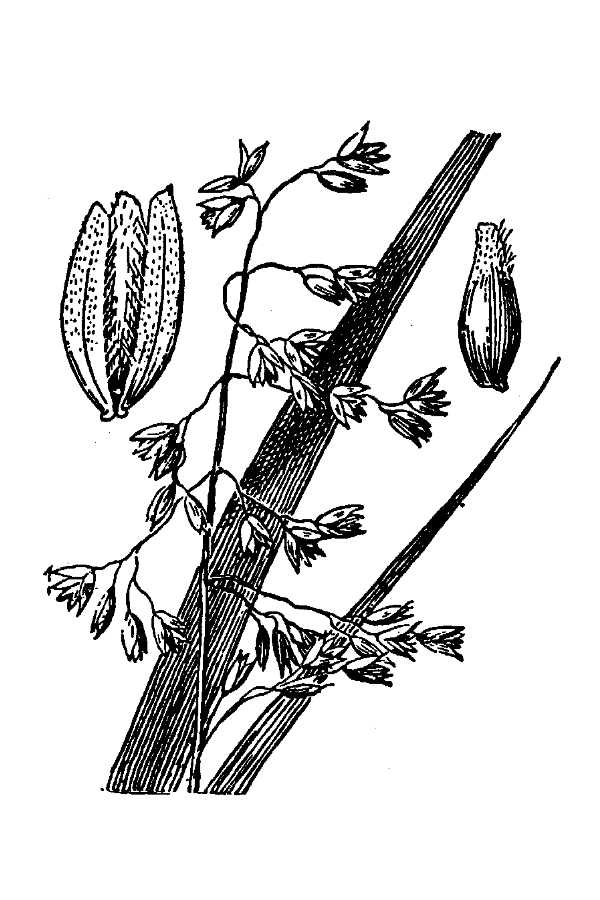